# İSMEK
İSMEK (Turks: İstanbul Büyükşehir Belediyesi Sanat ve Meslek Eğitimi Kursları, 'hoofdstedelijk kunst- en beroepsonderwijs van Istanboel') is een Turkse organisatie voor volwassenenonderwijs die in Istanboel gratis kunst- en handvaardigheidscursussen aanbiedt.
İSMEK heeft 198 centra in Istanboel. Tussen 1996 en 2007 gaf İSMEK gratis artistieke en ambachtscursussen aan meer dan 380.000 leerlingen. Van hen was 86 procent vrouw. İSMEK is ook populair onder expats, die door middel van de cursussen vertrouwd raken met de nieuwe cultuur en een sociaal netwerk opbouwen.